# العوجه
العوجه (به عربی: العوجا) شهری در استان صلاح‌الدین کشور عراق است که در سرشماری سال ۲۰۰۸ میلادی، ۸٬۳۸۳ نفر جمعیت داشته است.مردم این شهر مسلمان اهل سنت هستند این شهر زادگاه صدام حسین رئیس جمهور اسبق عراق است.